# Capocordata

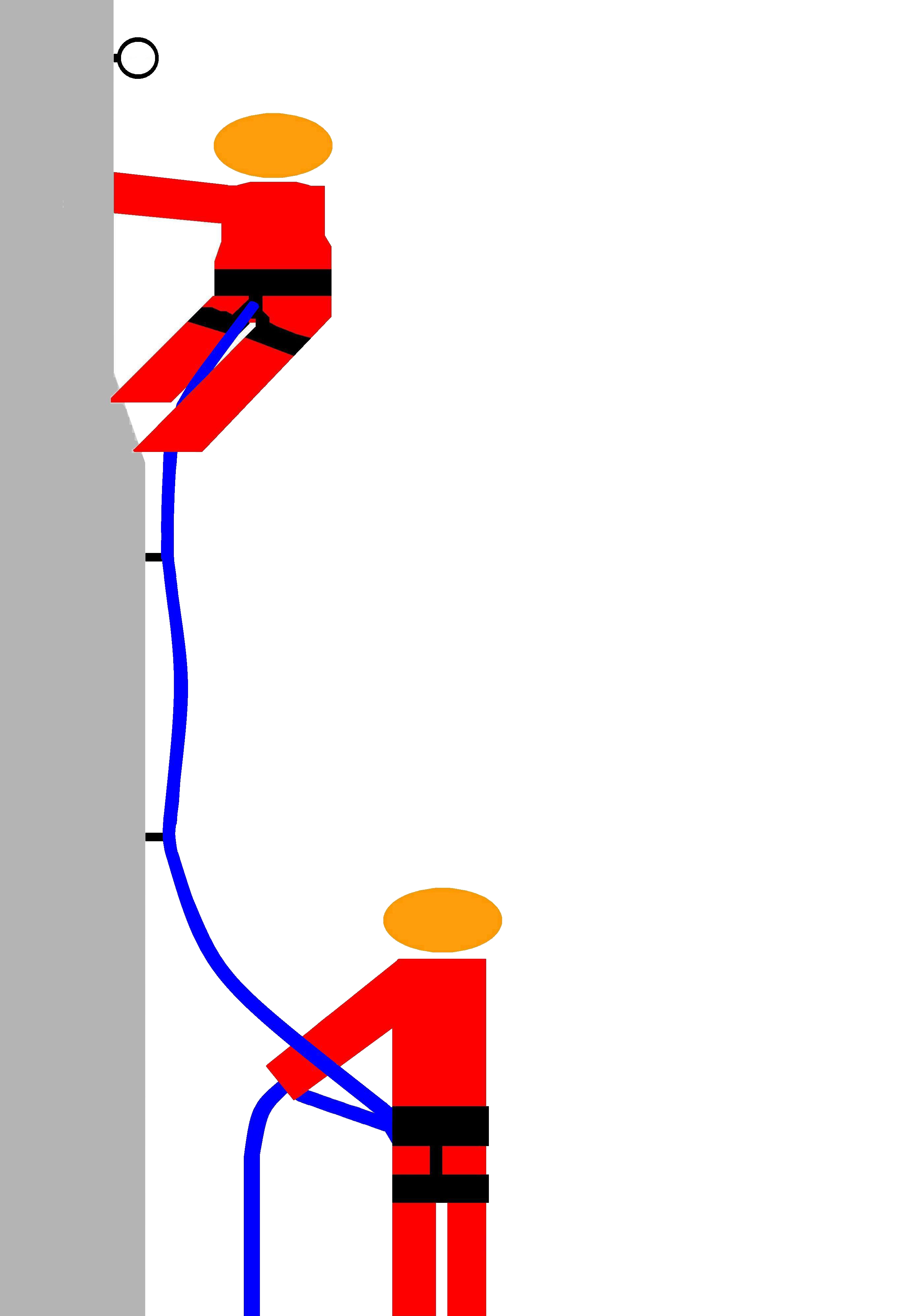
Salita da primo di cordata, detta anche con la corda dal basso

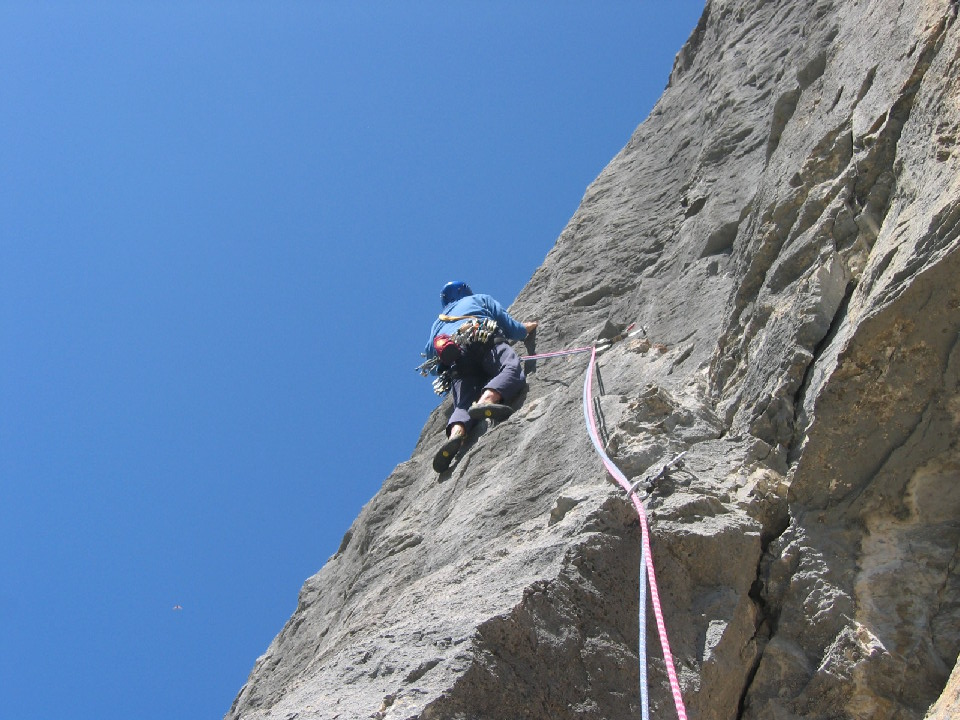
Salita da primo di cordata su roccia, su una via lunga

Il capocordata, o primo di cordata, è l'arrampicatore o alpinista che sale per primo in una cordata.
Mentre l'accezione "capocordata" è legata alla storia dell'alpinismo e a un'epoca in cui vi era chi comandava l'ascensione (disponendo l'ordine dei componenti della cordata, il percorso da seguire e le modalità di salita), l'accezione "primo di cordata" è invece più moderna ed è semplicemente riferibile a chi sale per primo, avendo dunque il compito di portare su la corda e, con questo, assumendosi tutti i rischi di un'eventuale caduta. 
Il primo di cordata è solitamente assicurato dal secondo di cordata attraverso meccanismi di assicurazione specifici. Egli deve comunque utilizzare dei punti di ancoraggio durante la salita (come ad esempio fix o chiodi da roccia), facendovi passare la propria corda, allo scopo di ridurre l'entità di un'eventuale caduta. Infatti, tanto minore sarà l'altezza della caduta, tanto minore sarà la forza necessaria a dissipare l'energia cinetica liberata da tale caduta.

## Differenze tra alpinismo e arrampicata sportiva
In alpinismo, il capocordata è in genere l'alpinista più esperto o quello più capace, dovendo egli sottostare a rischi maggiori e dovendo spesso cercare il percorso più conveniente durante la salita della via, anche se questa è già nota o se è stata studiata la sua relazione. 
Il primo di cordata, però, può non essere definito a priori e i vari componenti (due o tre) possono assumere di volta in volta il comando della salita. Quando una via alpinistica o di arrampicata viene per esempio salita da compagni di pari esperienza e pari capacità, è per solito adottata la cosiddetta "alternata" o "salita a comando, o tiro, alternato": i componenti della cordata salgono da primi una lunghezza di corda (detta tiro di corda) ciascuno, alternandosi (più o meno) regolarmente.
In arrampicata sportiva, laddove si svolga una salita costituita da più tiri di corda, le dinamiche di comportamento della cordata sono uguali a quelle riscontrabili in ambito alpinistico. In un terreno di falesia a monotiri, invece, può accadere che più arrampicatori svolgano, a turno, il ruolo di primo di cordata sulla stessa via di salita. Dopo la salita del primo di cordata egli viene calato in moulinette, la corda viene quindi interamente recuperata in modo che il successivo arrampicatore possa salire lo stesso percorso anch'egli da primo di cordata.

## Il secondo di cordata

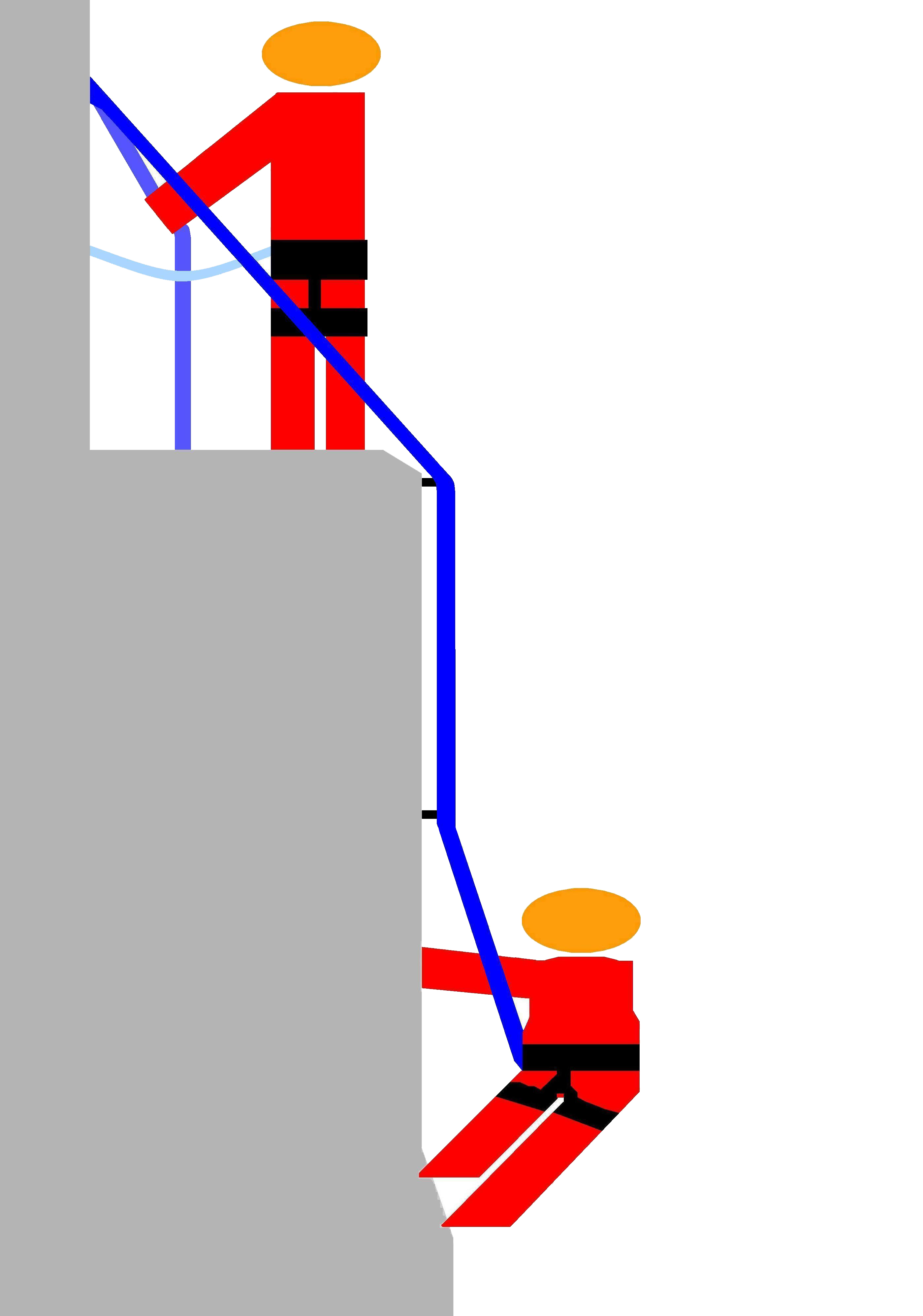
Salita da secondo di cordata (sulle vie di più tiri o in alpinismo)

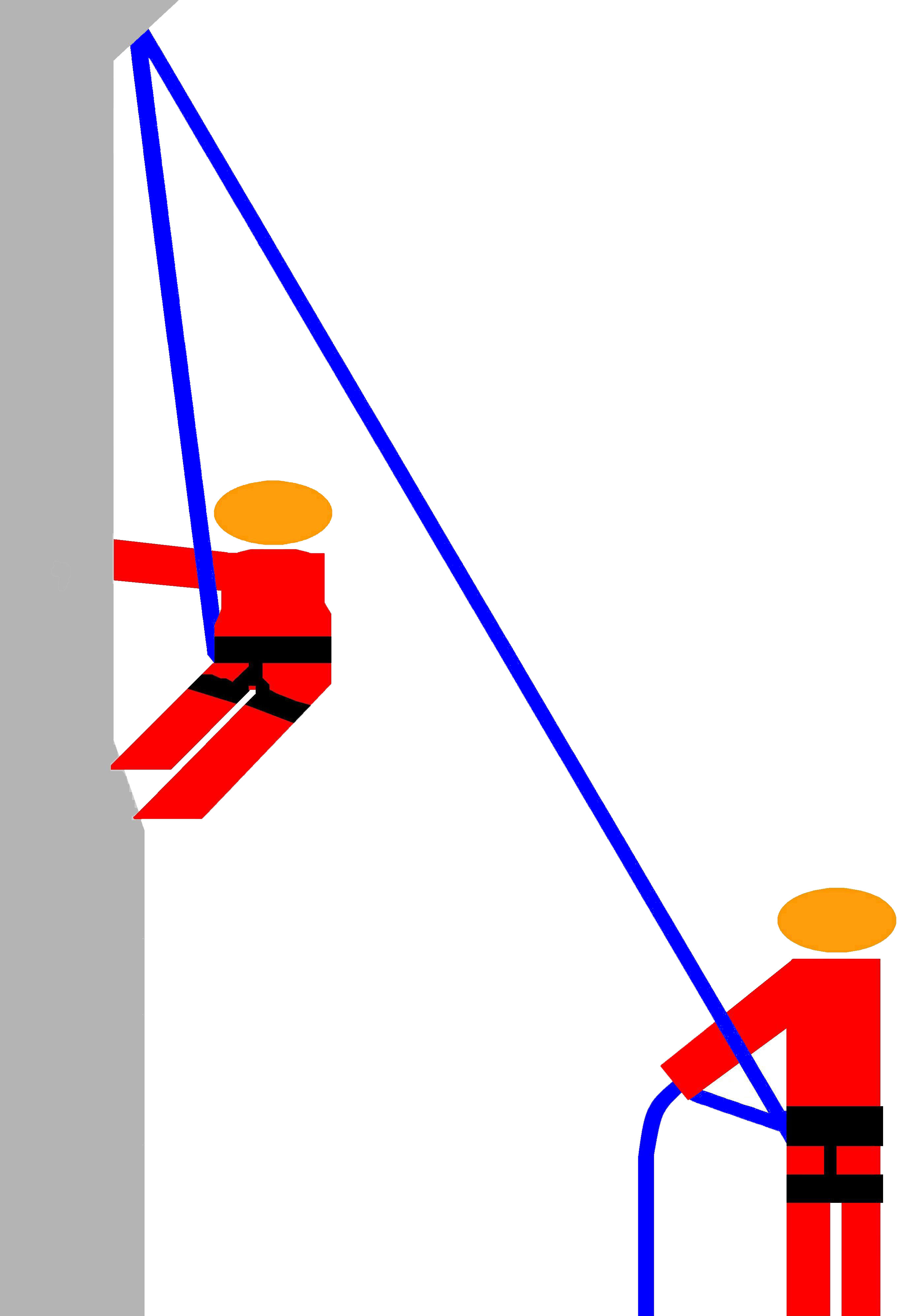
Salita in moulinette di un monotiro (detta anche top rope o con la corda dall'alto)

Chi sale da secondo di cordata, invece, gode di una corda che viene tenuta in tensione dall'alto (dal compagno che è già salito), attraverso meccanismi di assicurazione e di recupero della corda stessa; tale sistema, se correttamente eseguito, lo mette al riparo dai pericoli di una caduta vera e propria: in caso di scivolamento o di mancata presa alla parete, egli resta semplicemente appeso alla corda. Il secondo di cordata ha il compito di recuperare i punti di ancoraggio e tutti i materiali piazzati dal primo nel suo tiro di corda, affinché possano poi essere successivamente riutilizzati.